# Reno Anoaʻi
Reno Anoaʻi (ur. 3 września 1968 w Whitehall, Pensylwania) – amerykański wrestler oraz promotor i trener wrestlingu pochodzenia samoańskiego, bardziej znany spod imienia ringowego jako Black Pearl. Członek wielopokoleniowej rodziny zawodowych zapaśników Anoaʻi. 

## Kariera
Karierę zawodowego zapaśnika rozpoczął w 2002 debiutując pod pseudonimem Ren the Black Pearl szybko zyskując sławę w walkach dla amerykańskich federacji niezależnych takich jak World Xtreme Wrestling (WXW) i Empire Wrestling Federation. W 2005 zaczął występować w Europie - m.in. we włoskiej Nu-Wrestling Evolution w gimmicku arystokraty The Count of California (ang. Hrabia Kalifornii) jako Black Pearl i u boku Rikishiego. Pierwszy (i ostatni jak dotychczas) tytuł mistrzowski zdobył 25 października 2005 - podczas house show w Neapolu i utrzymywał go do 6 grudnia 2006 kiedy to stracił mistrzostwo na rzecz Vampiro. Oprócz Stanów Zjednoczonych i Europy występował również w Portoryko, Południowej Afryce i Australii.
W 2009 uczestniczył we wrestlingowym tourné Hulkamania: Let The Battle Begin. Od 2012 współtworzył tag teamy Samoan Dynasty z Rikishim oraz Templars z Jacobem Fatu. Oprócz kariery zawodniczej jest również trenerem wrestlingu w szkole zawodowych zapasów o nazwie KnokXPro w Los Angeles, którą prowadzi wraz z Rikishim. 

### Tytuły i osiągnięcia
- Nu-Wrestling Evolution
  - NWE World Heavyweight Championship (1 raz)

### Życie osobiste
Jako członek rodziny Anoaʻi jest związany więzami krwi z innymi słynnymi zawodowymi zapaśnikami mającymi pochodzenie samoańskie. Jego wujami są Afa Anoaʻi Sr. i Sika Anoaʻi. Jest kuzynem wrestlerów: Matta Anoaʻi, Dwayne’a „The Rocka” Johnsona, Rikishiego i Romana Reignsa. Jego starszym bratem był zaś Yokozuna.